# 아돌포 파르사리
아돌포 파르사리(이탈리아어: Adolfo Farsari, 이탈리아어 발음: [aˈdolfo farˈsaːri], 1841년 2월 11일~1898년 2월 7일)는 이탈리아의 사진가이다. 일본 요코하마시에 사진관을 만들고 그곳에서 주로 활동했으며 일본 사진 기술 발전에 영향을 주었다고 평가받고 있다.
1841년 비첸차에서 태어나 이탈리아에서 미국으로 이주했고 남북 전쟁에 참전했다. 남북전쟁 이후 일본으로 이주한 그는 일본의 사진가들과 함께 사진관을 만들어 수작업으로 색칠한 초상화와 풍경 사진을 만들고 판매했다. 그의 사진은 사진관을 방문한 외국인 거주자와 방문객들에게 판매되며 책과 정기 간행물에 실리거나 언급되었고 때로는 다른 매체의 예술가들에 의해 재현되기도 했다. 그의 사진은 일본의 사람과 장소에 대한 외국인들의 인식을 형성했으며 일본인들이 자신들과 자국을 보는 방식에 어느 정도 영향을 미쳤다는 평가를 받고 있다.

## 어린 시절
파르사리는 1841년 오스트리아 제국의 구성국 롬바르디아 베네치아 왕국의 비첸차에서 태어났다. 1859년 이탈리아군에 복무했고 1863년 이탈리아에서 미국으로 이주했다. 노예제 폐지론자였던 파르사리는 뉴욕주 의용 기병대에 입대하여 남북 전쟁이 끝날 때까지 북군에서 복무했다. 남북 전쟁 이후 미국인 여성과 결혼한 그는 1873년 아내와 두 자녀를 떠나 일본으로 이주했다.
일본 요코하마시에 정착한 파르사리는 E. A. 서전트(영어: E. A. Sargent)와 동업 관계를 맺고 서전트, 파르사리 & Co.(영어: Sargent, Farsari & Co.) 회사를 설립했다. 그들은 흡연 용품, 문구류, 명함, 신문, 잡지 및 소설, 일본어 및 영어 회화책, 사전, 가이드북, 지도, 제작자가 분명하지 않은 일본의 풍경 사진 등을 판매했다. 파르사리는 풍경 사진들 외에 미야노시타(하코네정 지역)와 요코하마시의 지도를 제작했다. 서전트와의 동업 관계가 끝나고 A. 파르사리 & Co.(영어: A. Farsari & Co.)가 된 회사는 킬링의 일본 가이드의 후속판을 발행했고 파르사리는 <외국인들을 위한 일본어 단어와 구절(영어: Japanese Words and Phrases for the Use of Strangers)>이라는 책을 저술하고 발매했다. 이 회사는 1880년 7월 일본 최초의 가이드북을 제작하며 일본 여행객을 돕기 위한 자료를 가장 많이 출판한 회사 중 하나가 되었다.

## 사진사 경력

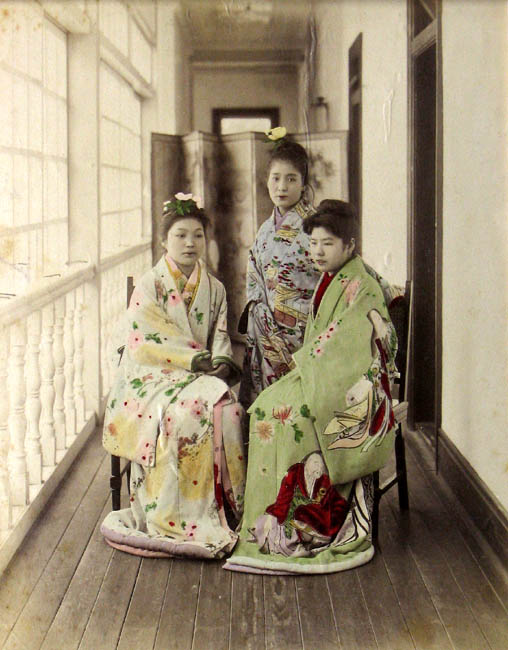
엔가와 위에 포즈를 취한 세 명의 유곽(창녀), 1885년 경. 손으로 채색한 알부민 실버 프린트.

## 관련 문헌
- Art and Artifice: Japanese Photographs of the Meiji Era: Selections from the Jean S. and Frederic A. Sharf Collection at the Museum of Fine Arts, Boston. With essays by Sebastian Dobson, Anne Nishimura Morse, and Frederic A. Sharf. Boston: MFA Publications, 2004. ISBN 0-87846-682-7 (paper), ISBN 0-87846-683-5 (hardback).
- Bachmann Eckenstein Art & Antiques. Accessed 6 December 2006.
- Banta, Melissa. "Life of a Photograph: Nineteenth-Century Photographs of Japan from the Peabody Museum and Wellesley College Museum". In Banta and Taylor, eds.
- Banta, Melissa, and Susan Taylor, eds. A Timely Encounter: Nineteenth-Century Photographs of Japan Ex. cat. Cambridge, Massachusetts: Peabody Museum Press, 1988. ISBN 0-87365-810-8.
- Baxley, George C. Baxley Stamps, Keeling's Guide to Japan. Accessed 22 December 2006.
- Bennett, Terry. Early Japanese Images. Rutland, Vermont: Charles E. Tuttle, 1996. ISBN 0-8048-2033-3 (paper), ISBN 0-8048-2029-5 (hardback).
- Bernard Quaritch, Ltd.; Bibliopoly; Bernard J. Shapero Rare Books; "Farsari, Adolfo (attributed to) Officer's Daughter". Accessed 10 January 2007.
- Clark, John, ed. Japanese Exchanges in Art, 1850s to 1930s with Britain, Continental Europe, and the USA: Papers and Research Materials. Sydney: Power Publications, 2001. ISBN 1-86487-303-5.
- Dobson, Sebastian. "Yokohama Shashin". In Art and Artifice.
- Edwards, Gary. International Guide to Nineteenth Century Photographers and Their Works. Boston: G.K. Hall & Co., 1988. ISBN 0-8161-8938-2 P. 184.
- Gartlan, Luke. "A Chronology of Baron Raimund von Stillfried-Ratenicz (1839–1911)". In Clark.
- Handy, Ellen. "Tradition, Novelty, and Invention: Portrait and Landscape Photography in Japan, 1860s–1880s". In Banta and Taylor, eds.
- Iwasaki, Haruko. "Western Images, Japanese Identities: Cultural Dialogue between East and West in Yokohama Photography". In Banta and Taylor, eds.
- Morse, Anne Nishimura. "Souvenirs of 'Old Japan': Meiji-Era Photography and the Meisho Tradition". In Art and Artifice.
- Museum of Fine Arts, Boston, s.v. "Dumoulin, Louis". Accessed 6 December 2006.
- Museum of Fine Arts, Boston, s.v. "Farsari, Adolfo". Accessed 9 February 2006.
- Nagasaki University Library; Japanese Old Photographs in Bakumatsu-Meiji Period, s.v. "Farsari". Accessed 10 December 2006.
- Robinson, Bonnell D. "Transition and the Quest for Permanence: Photographers and Photographic Technology in Japan, 1854–1880s". In Banta and Taylor, eds.
- Sanders of Oxford, s.v. "Farsari". Accessed 9 December 2006.
- Sharf, Frederic A. "A Traveler's Paradise". In Art and Artifice.
- Union List of Artist Names, s.v. "Dumoulin, Louis-Jules". Accessed 14 February 2006.
- Waseda University Library; Exhibitions; WEB; Farsari, No. 37. Accessed 14 February 2006.
- Waseda University Library; Exhibitions; WEB; Farsari, No. 38. Accessed 14 February 2006.
- Worswick, Clark. Japan: Photographs 1854–1905. New York: Pennwick/Alfred A. Knopf, 1979. ISBN 0-394-50836-X.